# Phragmanthera capitata
Phragmanthera capitata là một loài thực vật có hoa trong họ Loranthaceae. Loài này được (Spreng.) Balle miêu tả khoa học đầu tiên năm 1962.